# Salomón de Hungría
Salomón (en latín, Salomon; en húngaro, Salamon; c. 1053-¿Póla?, c. 1087) fue rey de Hungría desde 1063 hasta 1074. Hijo mayor de Andrés I, fue coronado rey mientras vivía su padre en 1057 o 1058. Sin embargo, se vio obligado a huir de Hungría después de que su tío Bela destronase a Andrés en 1060. Asistido por tropas alemanas, fue nuevamente proclamado soberano en 1063. En esta ocasión se casó con Judit, hermana del emperador alemán Enrique IV. Al año siguiente llegó a un acuerdo con sus primos, es decir, los tres hijos de Bela. Geza, Ladislao y Lampert reconocieron el reinado de Salomón, pero a cambio recibieron un tercio del reino como ducado autónomo.
En los años siguientes, Salomón y sus primos lucharon conjuntamente contra checos, cumanos y otros enemigos del reino. Su relación se deterioró a principios de los años 1070 y Geza se rebeló contra él. Salomón solo pudo mantener su dominio en una pequeña zona en las fronteras occidentales de Hungría después de su derrota en la batalla de Mogyoród el 14 de marzo de 1074. Abdicó oficialmente en 1081, pero fue arrestado por conspirar contra el hermano de Geza y su sucesor, Ladislao.
Fue puesto en libertad durante el proceso de canonización del primer rey de Hungría, Esteban I, en 1083. En un intento por recuperar el trono, Salomón se alió con los pechenegos, pero el rey Ladislao derrotó a sus tropas invasoras. Según una fuente casi contemporánea, Salomón murió en una incursión de saqueo en el Imperio bizantino. Más tarde las leyendas aseguraron que él sobrevivió y murió como un religioso ermitaño en Póla (Pula, actual Croacia).

## Primeros años
Salomón era hijo del rey Andrés I y su esposa Anastasia de Kiev. Sus padres se casaron alrededor de 1038. Nacido en 1053, fue el segundo hijo de sus padres.
Su padre ordenó su coronación en 1057 o 1058. Este acontecimiento era una condición fundamental para su compromiso con Judit, hermana de Enrique IV, rey de Alemania. Su compromiso puso fin a más de diez años de conflicto armado entre Hungría y el Sacro Imperio Romano Germánico. Sin embargo, la coronación de Salomón provocó a su tío Bela, quien hasta ese momento era pretendiente a suceder a su hermano Andrés en conformidad con el principio tradicional de antigüedad. Bela había administrado, desde alrededor de 1048, el llamado ducado (ducatus) que abarcaba un tercio del reino.

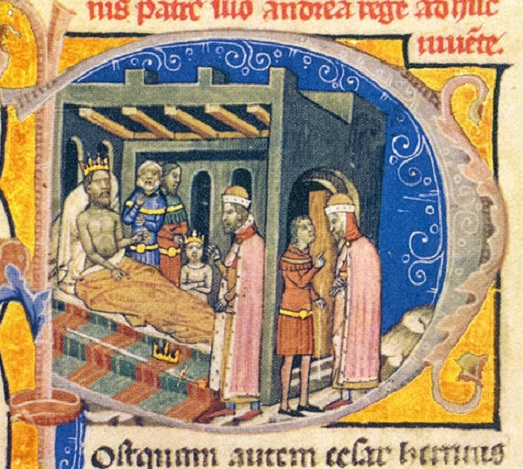
La escena de Tiszavárkony representada en la Crónica iluminada: el paralizado rey Andrés obliga al duque Bela a elegir entre la corona y la espada.

Según la Crónica iluminada (Chronicon Pictum) del siglo XIV:

Debido a que el amor carnal y los lazos de sangre suelen ser un obstáculo para la veracidad, en el rey Andrés el amor por su hijo superó la justicia, de modo que rompió el tratado de su promesa, que en los reyes no debía pasar; en el año duodécimo de su reinado, cuando estaba agotado con la edad, hizo que su hijo Salomón, que todavía era un niño de cinco años, fuera ungido y coronado rey sobre toda Hungría. Con esto pretendió prevenir heridas a su reino, porque el emperador no habría dado su hija a su hijo Salomón a menos que lo hubiera coronado. Por tanto, cuando cantaban en la coronación de Salomón: “Sé señor de tus hermanos [Génesis 27:29]” [...] un intérprete [de latín] dijo al duque que el niño Salomón había sido proclamado rey sobre él, Bela se enojó mucho.

Según la Crónica iluminada, para asegurar la sucesión de Salomón, su padre organizó una reunión con el duque Bela en la mansión real de Tiszavárkony. El monarca propuso que su hermano eligir entre una corona y una espada (que eran los símbolos del poder real y ducal, respectivamente), pero había ordenado previamente a sus hombres asesinar al duque si escogía la corona.
El duque había sido informado del plan del rey a través un cortesano y, por eso, escogió la corona y abandonó Hungría después de la reunión. En Polonia buscó la ayuda del duque Boleslao «el Temerario» y volvió con refuerzos polacos. Bela resultó vencedor en la guerra civil subsiguiente, durante la cual el padre de Salomón fue herido de muerte en una batalla. Salomón y su madre huyeron al Sacro Imperio y se establecieron en Melk (Austria).

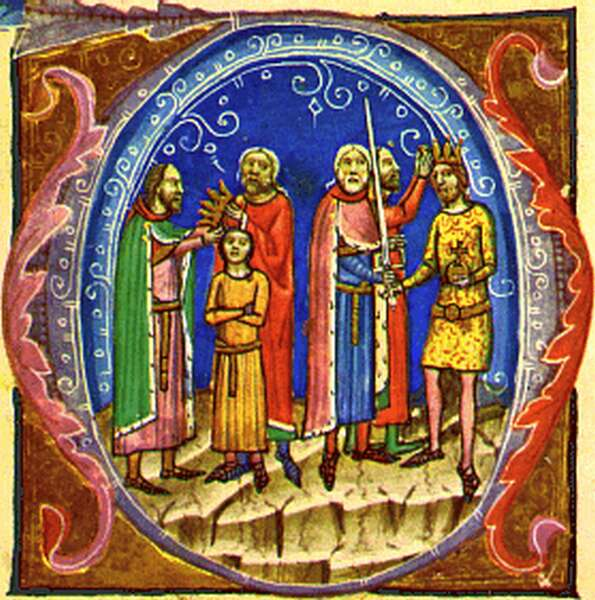
Salomón es privado de la corona y su tío Bela es coronado rey (Crónica iluminada).

Bela fue coronado rey el 6 de diciembre de 1060, pero los consejeros del joven rey alemán y fieles partidarios de Salomón (ya que era el prometido de la hermana de su monarca) no estuvieron dispuestos a negociar un tratado de paz con él. En el verano de 1063, la asamblea de príncipes alemanes decidió invadir Hungría para restaurar a Salomón. El tío de Salomón falleció en un accidente el 11 de septiembre antes de que llegara el ejército imperial. Sus tres hijos, Geza, Ladislao y Lampert escaparon hacia Polonia.

## Reinado
Acompañado por tropas alemanas, Salomón entró en Székesfehérvár sin resistencia. En una ceremonia fue «coronado rey con el consentimiento y la aclamación de toda Hungría» en septiembre de 1063, según la Crónica iluminada. La misma fuente añade que el monarca alemán «sentó» a Salomón «en el trono de su padre», pero no le exigió que le hiciera un juramento de fidelidad. El matrimonio de Salomón con Judit, la hermana de Enrique IV y unos seis años mayor que su futuro marido, también tuvo lugar en esta ocasión. Judit y su suegra Anastasia se convirtieron en unas de los asesores principales de su joven marido.
Los tres primos de Salomón —Geza y sus hermanos— volvieron después de que las tropas alemanas se retiraron de Hungría. Llegaron con refuerzos polacos y Salomón buscó refugio en la fortaleza de Moson en la frontera occidental de su reino. Los prelados húngaros mediaron entre ellos para evitar una nueva guerra civil.
Finalmente llegaron a un acuerdo, que fue firmado en Győr el 20 de enero de 1064. Geza y sus hermanos reconocieron a Salomón como el rey legítimo y este último les concedió el ducado de su padre. En señal de su reconciliación, el domingo de Pascua el duque Geza puso una corona en la cabeza de Salomón en la catedral de Pécs. Su relación se mantuvo tensa; cuando la catedral se incendió la noche siguiente, inicialmente se acusaron unos a otros de haber provocado el siniestro. El episodio se describe en la Crónica iluminada de la siguiente manera:

[De repente] las llamas se apoderaron de la iglesia y los palacios y los edificios cercanos, y se derrumbaron en un devastador incendio. Todo el mundo estaba atormentado por el temor ante el impacto de las llamas rugientes y el terrible desplome de las campanas cuando cayeron de las torres; y no sabían a dónde acudir. El rey y el duque estaban asombrados; aterrorizados por la sospecha del vil trabajo, cada uno se fue por su camino por separado. Por la mañana fueron informados a través de mensajeros fieles que en verdad no hubo en uno de los bandos alguna malvada intención de traición, sino que el fuego había ocurrido por casualidad. El rey y el duque se reunieron de nuevo en la bondad de la paz.

Tanto el rey como sus primos cooperaron estrechamente en el período comprendido entre 1064 y 1071. En 1065 o 1066, anto Salomón como Geza estuvieron presentes en la consagración de la abadía benedictina de Zselicszentjakab (Kaposszentjakab), establecida por el nádor Otto del clan Győr, partidario del rey. Invadieron Bohemia después de que los checos saquearon la región de Trencsén (Trenčín, Eslovaquia) en 1067. Durante el año siguiente, las tribus nómadas irrumpieron en Transilvania y saquearon la zona, pero Salomón y sus primos los derrotaron en Kerlés (Chiraleş, Rumania). La identificación de los merodeadores es incierta: los Anales de Presburgo (Annales Posonienses) y Simón de Kéza indican pechenegos, las crónicas húngaras del siglo XIV hablan de cumanos y una crónica rusa menciona cumanos y valacos.

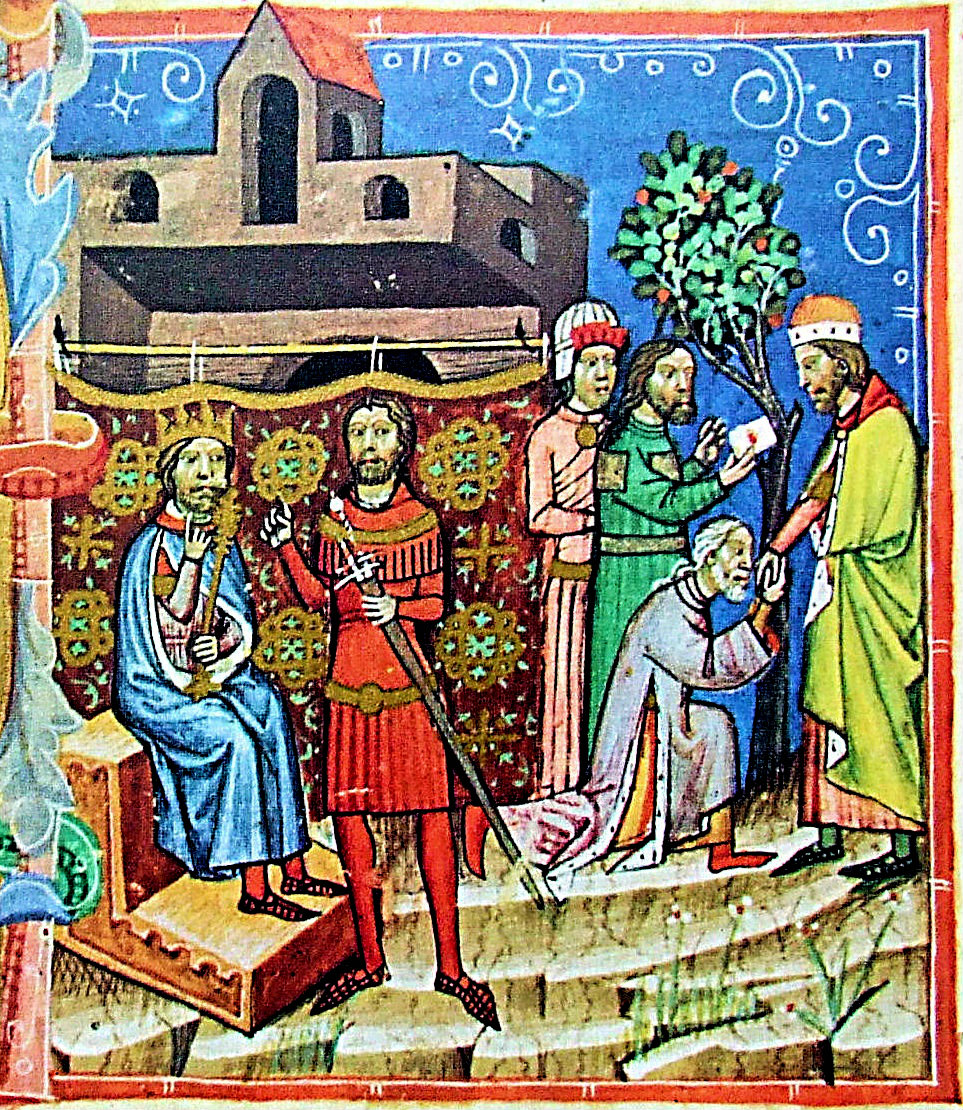
El conde Vid incita a Salomón contra el duque Geza, quien recibe a los enviados bizantinos en el fondo (Crónica iluminada).

Las tropas pechenegas saquearon Sirmia en 1071. Como el rey y el duque sospechaban que los soldados de la guarnición bizantina en Belgrado incitaron a los merodeadores contra Hungría, decidieron atacar la fortaleza. El ejército húngaro atravesó el río Sava, aunque los bizantinos «soplaron fuegos sulfurosos por medio de máquinas» contra sus barcos. Los húngaros tomaron Belgrado después de un asedio de tres meses. Sin embargo, el comandante bizantino Nicetas entregó la fortaleza al duque Geza en lugar que al rey; sabía que Salomón «era un hombre duro y que [para] cualquier cosa escuchaba los viles consejos del conde Vid, quien era detestable a los ojos tanto de Dios como de los hombres», según la Crónica iluminada.
La división del botín de guerra causó un nuevo conflicto entre Salomón y su primo, porque el rey solo le concedió una cuarta parte de lo conseguido, en lugar de la tercera parte que exigía el duque. A partir de entonces, el duque negoció con los representantes del emperador bizantino y liberó a los cautivos bizantinos sin el consentimiento del rey. El pleito se agudizó por causa del conde Vid; la Crónica iluminada narra cómo el conde incitó al joven monarca contra sus primos diciendo que «dos espadas afiladas no pueden ser guardadas en la misma vaina», así el rey y el duque «no pueden reinar juntos en el mismo reino».
Los bizantinos ocuparon Belgrado al año siguiente. Salomón decidió invadir el Imperio bizantino y ordenó a sus primos que lo acompañaran. Solo Geza se unió al rey; su hermano Ladislao permaneció con la mitad de sus tropas en la región de Nyírség. Salomón y Geza marcharon a través del valle del Gran Morava hasta Niš. Allí los habitantes les dieron «costosos regalos de oro y plata y preciosas capas»; Salomón tomó el brazo de san Procopio de Escitópolis y donó la reliquia al monasterio ortodoxo de Sormio (actual Sremska Mitrovica, Serbia).
Después de su regreso de la campaña, tanto Salomón como Geza comenzaron a hacer los preparativos para un conflicto inevitable y cada uno buscó ayuda desde el extranjero. Concluyeron una tregua que duraría «desde la fiesta de san Martín hasta la fiesta de san Jorge», es decir, del 11 de noviembre de 1073 hasta el 24 de abril de 1074. No obstante, Salomón decidió atacar a su primo tan pronto como las tropas alemanas enviadas por su cuñado llegaron a Hungría. El ejército real cruzó el río Tisza y encontró a las tropas de Geza, quien había sido abandonado por muchos de sus nobles antes de la batalla en Kemej el 26 de febrero de 1074. Un ejército más grande llegó pronto a Hungría y encabezado por el cuñado de Geza, el duque Otón I de Olomouc. En la batalla decisiva en Mogyoród el 14 de marzo de 1074, Salomón fue derrotado y obligado a huir del campo de batalla.

## Abdicación
Después de la batalla de Mogyoród, los soldados del duque Geza persiguieron a Salomón y sus hombres «desde el amanecer hasta el anochecer», pero lograron refugiarse en Moson donde estaban la madre y la esposa del monarca. Según la Crónica iluminada, la reina madre culpó a su hijo por la derrota. En ese momento, Salomón se enfureció tanto que quería «golpear a su madre en la cara». Su esposa lo retuvo cogiéndole la mano.
Al final, Salomón solo conservó Moson y el cercano Presburgo (Bratislava, Eslovaquia). Otras regiones del reino reconocieron como su soberano a Geza, quien había sido proclamado rey después de su victoria. Salomón envió mensajeros a Enrique IV prometiéndole «seis de las ciudades fortificadas más fuertes de Hungría» si su cuñado le ayudaba a destituir a Geza. Incluso estaba dispuesto a aceptar la suzeranía del monarca alemán.
Enrique IV invadió Hungría en agosto. Marchó hasta Vác, pero pronto se retiró del país sin derrotar a Geza. Sin embargo, la invasión alemana fortaleció el dominio de Salomón en la región de sus dos fortalezas, donde continuó ejerciendo prerrogativas reales como la acuñación. Su madre y su esposa lo abandonaron y siguieron a Enrique IV a Alemania. Según la Crónica de Bertoldo de Reichenau:

Ese verano [Enrique IV] emprendió una expedición a Hungría para ayudar al rey Salomón, quien también por sus insolentes y vergonzosos crímenes había sido depuesto de su cargo por el hermano de su padre  [sic] y los demás magnates del reino, por cuyos consejos que le importaba poco. Sin embargo, [Enrique IV] no logró lo que deseaba allí, a saber, restaurar Salomón. Finalmente, trayendo de vuelta a su hermana, la reina Judit, la esposa de Salomón, regresó a su casa a Worms.

Salomón trató de convencer al papa Gregorio VII de que lo apoyara contra Geza. Sin embargo, el pontífice lo condenó por haber aceptado que su reino fuera «un feudo del rey de los alemanes» y reclamó la suzeranía sobre Hungría. A partir de entonces la protección de Enrique IV fue lo que permitió a Salomón resistir los intentos de Geza por tomar Moson y Presburgo. El monarca alemán incluso envió a uno de sus principales oponentes —el obispo Burcardo II de Halberstadt— al exilio en el domimio de Salomón en junio de 1076. La esposa de Salomón, la reina Judit, estaba a punto de regresar a su marido y se comprometió en acompañar al obispo encarcelado a Hungría, pero el prelado logró escapar.
Geza decidió iniciar nuevas negociaciones con Salomón. Sin embargo, murió el 25 de abril de 1077 y sus partisanos proclamaron rey a su hermano Ladislao. El nuevo soberano ocupó Moson en 1079 y Salomón solo pudo preservar Presburgo. En 1080 o 1081, los dos primos firmaron un tratado, según el cual Salomón reconoció a Ladislao como rey a cambio de «ingresos suficientes para soportar los gastos de un rey».

## Últimos años
Salomón no renunció a sus ambiciones incluso después de su abdicación. Fue detenido por complot contra su primo y luego recluido en Visegrád. Fue liberado «con ocasión de la canonización del rey san Esteban y el beato Emerico el Confesor» aproximadamente el 17 de agosto de 1083. Según La vida del santo rey Esteban de Hungría del obispo Arduino (Hartvik), el rey Ladislao ordenó la liberación de Salomón, porque supuestamente la tumba del canonizado no se podía abrir mientras Salomón estuviese en cautiverio.
Después de su excarcelación, Salomón visitó por primera vez en mucho tiempo a su esposa en Ratisbona, «aunque ella no estaba agradecida por esto», según el casi contemporáneo Bernoldo de Constanza. Desde Alemania, Salomón huyó a los «cumanos» —pechenegos, según los historiadores Gyula Kristó y Pál Engel; jásicos y valacos de Moldavia, según Spinei— que moraban en las regiones al este de los Cárpatos y al norte del bajo Danubio. Salomón prometió a uno de sus jefes —Kutesk— que «le otorgaría el derecho de posesión sobre la provincia de Transilvania y tomaría a su hija como esposa» si él y su pueblo lo ayudaban a recuperar su trono. Invadieron las regiones cercanas al alto Tisza «con una gran multitud» de «cumanos», pero el rey Ladislao los detuvo y los obligó a salir de Hungría.
A la cabeza de «un gran contingente de dacios [húngaros]», Salomón se unió a un enorme ejército de cumanos y pechenegos que invadió el Imperio bizantino en 1087. Los bizantinos derrotaron a los invasores en las montañas de Bulgaria. Aparentemente, Salomón pereció luchando en el campo de batalla, porque Bernoldo de Constanza escribió que él «murió valientemente después de una matanza increíble del enemigo luego que [Salomón] se acometió valientemente a una empresa contra el rey de los griegos».
Los informes de fuentes posteriores revelan que Salomón fue objeto de leyendas populares. Por ejemplo, la Crónica iluminada dice que Salomón «se arrepintió de sus pecados, en la medida en que la comprensión humana puede alcanzar» después de la batalla y pasó los últimos años de su vida «en peregrinación y oración, en ayunos y vigilias, en esfuerzo y contrición». Según estas fuentes, murió en Póla (Pula), en la península de Istria, donde era venerado como un santo. Sin embargo, nunca fue canonizado oficialmente. Su supuesta lápida se encuentra en un museo local. Simón de Kéza en sus Hechos de los hunos y los húngaros (Gesta Hunnorum et Hungarorum) relató:

[Salomón] estaba ahora completamente perdido, y después de regresar a su reina [consorte] en Admont pasó algunos días con ella antes de volver a Székesfehérvár en hábito del monje. Allí, según cuenta la historia, su hermano  [sic] Ladislao estaba distribuyendo limosnas a los pobres con sus propias manos en el porche de la iglesia de la Santísima Virgen, y Salomón estaba entre los beneficiarios. Cuando Ladislao miró de cerca, se dio cuenta de quién era. Una vez terminada la distribución, Ladislao hizo una cuidadosa investigación. No quiso dañar a Salomón, pero [este último] supuso que lo hizo, y abandonó Székesfehérvár, hacia el Adriático. Allí pasó el resto de sus días en completa pobreza en una ciudad llamada Pula; murió en la indigencia y fue enterrado allí, [y] nunca regresó con su esposa.

## Matrimonio
La esposa de Salomón, Judit (nacida en 1048), fue la tercera hija de Enrique III, emperador del Sacro Imperio Romano Germánico y su segunda esposa Inés de Poitou. La boda tuvo lugar en Székesfehérvár en junio de 1063. El matrimonio no tuvo hijos. Estuvieron separados desde c. 1075. Según Bernoldo de Constanza, ni Salomón ni su esposa habían «seguido el convenio matrimonial: por el contrario, no tenían miedo, en oposición al apóstol, de defraudarse mutuamente». Después de ser informada de la muerte de Salomón, Judit se casó con el duque polaco Vladislao I Herman en 1088. En contraste con las fuentes contemporáneas, Simón de Kéza, del siglo XIII, escribió que Judit «rechazó a cada pretendiente» después de la muerte de su marido, aunque «muchos príncipes en Alemania buscaban su mano».
La siguiente genealogía presenta los antepasados de Bela I de Hungría y sus familiares mencionados en el artículo:
|                       |                       |                       |                       |                       |                       |  |  |  |  |                |                |                |                |                |                |  |  |           |           |           |           |           |           |  |  |  |  | una dama del clan Tátony | una dama del clan Tátony | una dama del clan Tátony | una dama del clan Tátony | una dama del clan Tátony | una dama del clan Tátony |  |  |        |        | Basilio (Vazul) | Basilio (Vazul) | Basilio (Vazul) | Basilio (Vazul) | Basilio (Vazul) | Basilio (Vazul) |            |            |            |            |            |            |  |  |         |         |         |         |         |         |
|                       |                       |                       |                       |                       |                       |  |  |  |  |                |                |                |                |                |                |  |  |           |           |           |           |           |           |  |  |  |  | una dama del clan Tátony | una dama del clan Tátony | una dama del clan Tátony | una dama del clan Tátony | una dama del clan Tátony | una dama del clan Tátony |  |  |        |        | Basilio (Vazul) | Basilio (Vazul) | Basilio (Vazul) | Basilio (Vazul) | Basilio (Vazul) | Basilio (Vazul) |            |            |            |            |            |            |  |  |         |         |         |         |         |         |
|                       |                       |                       |                       |                       |                       |  |  |  |  |                |                |                |                |                |                |  |  |           |           |           |           |           |           |  |  |  |  |                          |                          |                          |                          |                          |                          |  |  |        |        |                 |                 |                 |                 |                 |                 |            |            |            |            |            |            |  |  |         |         |         |         |         |         |
|                       |                       |                       |                       |                       |                       |  |  |  |  |                |                |                |                |                |                |  |  |           |           |           |           |           |           |  |  |  |  |                          |                          |                          |                          |                          |                          |  |  |        |        |                 |                 |                 |                 |                 |                 |            |            |            |            |            |            |  |  |         |         |         |         |         |         |
| emperador Enrique III | emperador Enrique III | emperador Enrique III | emperador Enrique III | emperador Enrique III | emperador Enrique III |  |  |  |  | Inés de Poitou | Inés de Poitou | Inés de Poitou | Inés de Poitou | Inés de Poitou | Inés de Poitou |  |  | Anastasia | Anastasia | Anastasia | Anastasia | Anastasia | Anastasia |  |  |  |  | Andrés I                 | Andrés I                 | Andrés I                 | Andrés I                 | Andrés I                 | Andrés I                 |  |  |        |        |                 |                 | Bela I          | Bela I          | Bela I          | Bela I          | Bela I     | Bela I     |            |            |            |            |  |  |         |         |         |         |         |         |
| emperador Enrique III | emperador Enrique III | emperador Enrique III | emperador Enrique III | emperador Enrique III | emperador Enrique III |  |  |  |  | Inés de Poitou | Inés de Poitou | Inés de Poitou | Inés de Poitou | Inés de Poitou | Inés de Poitou |  |  | Anastasia | Anastasia | Anastasia | Anastasia | Anastasia | Anastasia |  |  |  |  | Andrés I                 | Andrés I                 | Andrés I                 | Andrés I                 | Andrés I                 | Andrés I                 |  |  |        |        |                 |                 | Bela I          | Bela I          | Bela I          | Bela I          | Bela I     | Bela I     |            |            |            |            |  |  |         |         |         |         |         |         |
|                       |                       |                       |                       |                       |                       |  |  |  |  |                |                |                |                |                |                |  |  |           |           |           |           |           |           |  |  |  |  |                          |                          |                          |                          |                          |                          |  |  |        |        |                 |                 |                 |                 |                 |                 |            |            |            |            |            |            |  |  |         |         |         |         |         |         |
|                       |                       |                       |                       |                       |                       |  |  |  |  |                |                |                |                |                |                |  |  |           |           |           |           |           |           |  |  |  |  |                          |                          |                          |                          |                          |                          |  |  |        |        |                 |                 |                 |                 |                 |                 |            |            |            |            |            |            |  |  |         |         |         |         |         |         |
| emperador Enrique IV  | emperador Enrique IV  | emperador Enrique IV  | emperador Enrique IV  | emperador Enrique IV  | emperador Enrique IV  |  |  |  |  | Judit          | Judit          | Judit          | Judit          | Judit          | Judit          |  |  | Salomón   | Salomón   | Salomón   | Salomón   | Salomón   | Salomón   |  |  |  |  | dos hijos                | dos hijos                | dos hijos                | dos hijos                | dos hijos                | dos hijos                |  |  | Geza I | Geza I | Geza I          | Geza I          | Geza I          | Geza I          |                 |                 | Ladislao I | Ladislao I | Ladislao I | Ladislao I | Ladislao I | Ladislao I |  |  | Lampert | Lampert | Lampert | Lampert | Lampert | Lampert |
| emperador Enrique IV  | emperador Enrique IV  | emperador Enrique IV  | emperador Enrique IV  | emperador Enrique IV  | emperador Enrique IV  |  |  |  |  | Judit          | Judit          | Judit          | Judit          | Judit          | Judit          |  |  | Salomón   | Salomón   | Salomón   | Salomón   | Salomón   | Salomón   |  |  |  |  | dos hijos                | dos hijos                | dos hijos                | dos hijos                | dos hijos                | dos hijos                |  |  | Geza I | Geza I | Geza I          | Geza I          | Geza I          | Geza I          |                 |                 | Ladislao I | Ladislao I | Ladislao I | Ladislao I | Ladislao I | Ladislao I |  |  | Lampert | Lampert | Lampert | Lampert | Lampert | Lampert |

## Ancestros
| \| \| \| \| \| \| \| \| \| \| \| \| \| \| \| \| \| \| \| \| 16. Taksony \| \| \| \| \| \| \| \| \| \| \| \| \| \| \| \| \| \| \| \| \| \| \| \| \| \| \| \| \| \| \| \| \| \| \| \| \| \| \| \| \| \| \| \| \| \| \| \| \| \| \| \| \| \| 8. Miguel \| \| \| \| \| \| \| \| \| \| \| \| \| \| \| \| \| \| \| \| \| \| \| \| \| \| \| \| \| \| \| \| \| \| \| \| \| \| \| \| \| \| \| \| \| \| \| \| \| \| \| \| \| \| 17. dama «cumana» \| \| \| \| \| \| \| \| \| \| \| \| \| \| \| \| \| \| \| \| \| \| \| \| \| \| \| \| \| \| \| \| \| \| \| \| \| \| \| \| \| \| \| \| \| \| \| \| \| \| \| \| \| \| 4. Basilio \| \| \| \| \| \| \| \| \| \| \| \| \| \| \| \| \| \| \| \| \| \| \| \| \| \| \| \| \| \| \| \| \| \| \| \| \| \| \| \| \| \| \| \| \| \| \| \| \| \| \| \| \| \| 2. Andrés I de Hungría \| \| \| \| \| \| \| \| \| \| \| \| \| \| \| \| \| \| \| \| \| \| \| \| \| \| \| \| \| \| \| \| \| \| \| \| \| \| \| \| \| \| \| \| \| \| \| \| \| \| \| \| \| \| 5. dama del clan Tátony \| \| \| \| \| \| \| \| \| \| \| \| \| \| \| \| \| \| \| \| \| \| \| \| \| \| \| \| \| \| \| \| \| \| \| \| \| \| \| \| \| \| \| \| \| \| \| \| \| \| \| \| \| \| 1. Salomón de Hungría \| \| \| \| \| \| \| \| \| \| \| \| \| \| \| \| \| \| \| \| \| \| \| \| \| \| \| \| \| \| \| \| \| \| \| \| \| \| \| \| \| \| \| \| \| \| \| \| \| \| \| \| \| \| 24. Sviatoslav I de Kiev \| \| \| \| \| \| \| \| \| \| \| \| \| \| \| \| \| \| \| \| \| \| \| \| \| \| \| \| \| \| \| \| \| \| \| \| \| \| \| \| \| \| \| \| \| \| \| \| \| \| \| \| \| \| 12. Vladimiro I de Kiev \| \| \| \| \| \| \| \| \| \| \| \| \| \| \| \| \| \| \| \| \| \| \| \| \| \| \| \| \| \| \| \| \| \| \| \| \| \| \| \| \| \| \| \| \| \| \| \| \| \| \| \| \| \| 25. Malusha \| \| \| \| \| \| \| \| \| \| \| \| \| \| \| \| \| \| \| \| \| \| \| \| \| \| \| \| \| \| \| \| \| \| \| \| \| \| \| \| \| \| \| \| \| \| \| \| \| \| \| \| \| \| 6. Yaroslav I de Kiev \| \| \| \| \| \| \| \| \| \| \| \| \| \| \| \| \| \| \| \| \| \| \| \| \| \| \| \| \| \| \| \| \| \| \| \| \| \| \| \| \| \| \| \| \| \| \| \| \| \| \| \| \| \| 26. Rógvolod de Pólatsk \| \| \| \| \| \| \| \| \| \| \| \| \| \| \| \| \| \| \| \| \| \| \| \| \| \| \| \| \| \| \| \| \| \| \| \| \| \| \| \| \| \| \| \| \| \| \| \| \| \| \| \| \| \| 13. Rogneda de Pólatsk \| \| \| \| \| \| \| \| \| \| \| \| \| \| \| \| \| \| \| \| \| \| \| \| \| \| \| \| \| \| \| \| \| \| \| \| \| \| \| \| \| \| \| \| \| \| \| \| \| \| \| \| \| \| 3. Anastasia de Kiev \| \| \| \| \| \| \| \| \| \| \| \| \| \| \| \| \| \| \| \| \| \| \| \| \| \| \| \| \| \| \| \| \| \| \| \| \| \| \| \| \| \| \| \| \| \| \| \| \| \| \| \| \| \| 28. Erico I de Suecia \| \| \| \| \| \| \| \| \| \| \| \| \| \| \| \| \| \| \| \| \| \| \| \| \| \| \| \| \| \| \| \| \| \| \| \| \| \| \| \| \| \| \| \| \| \| \| \| \| \| \| \| \| \| 14. Olaf Skötkonung de Suecia \| \| \| \| \| \| \| \| \| \| \| \| \| \| \| \| \| \| \| \| \| \| \| \| \| \| \| \| \| \| \| \| \| \| \| \| \| \| \| \| \| \| \| \| \| \| \| \| \| \| \| \| \| \| 7. Ingegerd Olofsdotter de Suecia \| \| \| \| \| \| \| \| \| \| \| \| \| \| \| \| \| \| \| \| \| \| \| \| \| \| \| \| \| \| \| \| \| \| \| \| \| \| \| \| \| \| \| \| \| \| \| \| \| \| \| \| |                                   |  |  |  |  |  |  |  |  |  |  |  |  |  |  |  |
| |                                   |  |  |  |  |  |  |  |  |  |  |  |  |  |  |  |
| | 16. Taksony                       |  |  |  |  |  |  |  |  |  |  |  |  |  |  |  |
| |                                   |  |  |  |  |  |  |  |  |  |  |  |  |  |  |  |
| |                                   |  |  |  |  |  |  |  |  |  |  |  |  |  |  |  |
| | 8. Miguel                         |  |  |  |  |  |  |  |  |  |  |  |  |  |  |  |
| |                                   |  |  |  |  |  |  |  |  |  |  |  |  |  |  |  |
| |                                   |  |  |  |  |  |  |  |  |  |  |  |  |  |  |  |
| | 17. dama «cumana»                 |  |  |  |  |  |  |  |  |  |  |  |  |  |  |  |
| |                                   |  |  |  |  |  |  |  |  |  |  |  |  |  |  |  |
| |                                   |  |  |  |  |  |  |  |  |  |  |  |  |  |  |  |
| | 4. Basilio                        |  |  |  |  |  |  |  |  |  |  |  |  |  |  |  |
| |                                   |  |  |  |  |  |  |  |  |  |  |  |  |  |  |  |
| |                                   |  |  |  |  |  |  |  |  |  |  |  |  |  |  |  |
| | 2. Andrés I de Hungría            |  |  |  |  |  |  |  |  |  |  |  |  |  |  |  |
| |                                   |  |  |  |  |  |  |  |  |  |  |  |  |  |  |  |
| |                                   |  |  |  |  |  |  |  |  |  |  |  |  |  |  |  |
| | 5. dama del clan Tátony           |  |  |  |  |  |  |  |  |  |  |  |  |  |  |  |
| |                                   |  |  |  |  |  |  |  |  |  |  |  |  |  |  |  |
| |                                   |  |  |  |  |  |  |  |  |  |  |  |  |  |  |  |
| | 1. Salomón de Hungría             |  |  |  |  |  |  |  |  |  |  |  |  |  |  |  |
| |                                   |  |  |  |  |  |  |  |  |  |  |  |  |  |  |  |
| |                                   |  |  |  |  |  |  |  |  |  |  |  |  |  |  |  |
| | 24. Sviatoslav I de Kiev          |  |  |  |  |  |  |  |  |  |  |  |  |  |  |  |
| |                                   |  |  |  |  |  |  |  |  |  |  |  |  |  |  |  |
| |                                   |  |  |  |  |  |  |  |  |  |  |  |  |  |  |  |
| | 12. Vladimiro I de Kiev           |  |  |  |  |  |  |  |  |  |  |  |  |  |  |  |
| |                                   |  |  |  |  |  |  |  |  |  |  |  |  |  |  |  |
| |                                   |  |  |  |  |  |  |  |  |  |  |  |  |  |  |  |
| | 25. Malusha                       |  |  |  |  |  |  |  |  |  |  |  |  |  |  |  |
| |                                   |  |  |  |  |  |  |  |  |  |  |  |  |  |  |  |
| |                                   |  |  |  |  |  |  |  |  |  |  |  |  |  |  |  |
| | 6. Yaroslav I de Kiev             |  |  |  |  |  |  |  |  |  |  |  |  |  |  |  |
| |                                   |  |  |  |  |  |  |  |  |  |  |  |  |  |  |  |
| |                                   |  |  |  |  |  |  |  |  |  |  |  |  |  |  |  |
| | 26. Rógvolod de Pólatsk           |  |  |  |  |  |  |  |  |  |  |  |  |  |  |  |
| |                                   |  |  |  |  |  |  |  |  |  |  |  |  |  |  |  |
| |                                   |  |  |  |  |  |  |  |  |  |  |  |  |  |  |  |
| | 13. Rogneda de Pólatsk            |  |  |  |  |  |  |  |  |  |  |  |  |  |  |  |
| |                                   |  |  |  |  |  |  |  |  |  |  |  |  |  |  |  |
| |                                   |  |  |  |  |  |  |  |  |  |  |  |  |  |  |  |
| | 3. Anastasia de Kiev              |  |  |  |  |  |  |  |  |  |  |  |  |  |  |  |
| |                                   |  |  |  |  |  |  |  |  |  |  |  |  |  |  |  |
| |                                   |  |  |  |  |  |  |  |  |  |  |  |  |  |  |  |
| | 28. Erico I de Suecia             |  |  |  |  |  |  |  |  |  |  |  |  |  |  |  |
| |                                   |  |  |  |  |  |  |  |  |  |  |  |  |  |  |  |
| |                                   |  |  |  |  |  |  |  |  |  |  |  |  |  |  |  |
| | 14. Olaf Skötkonung de Suecia     |  |  |  |  |  |  |  |  |  |  |  |  |  |  |  |
| |                                   |  |  |  |  |  |  |  |  |  |  |  |  |  |  |  |
| |                                   |  |  |  |  |  |  |  |  |  |  |  |  |  |  |  |
| | 7. Ingegerd Olofsdotter de Suecia |  |  |  |  |  |  |  |  |  |  |  |  |  |  |  |
| |                                   |  |  |  |  |  |  |  |  |  |  |  |  |  |  |  |
| |                                   |  |  |  |  |  |  |  |  |  |  |  |  |  |  |  |